# Villa Portales Airport
Villa Portales Airport är en flygplats i Chile.   Den ligger i provinsen Provincia de Malleco och regionen Región de la Araucanía, i den södra delen av landet, 600 km söder om huvudstaden Santiago de Chile. Villa Portales Airport ligger 919 meter över havet.
Terrängen runt Villa Portales Airport är huvudsakligen kuperad, men söderut är den bergig. Villa Portales Airport ligger nere i en dal. Runt Villa Portales Airport är det glesbefolkat, med 8 invånare per kvadratkilometer.. Det finns inga samhällen i närheten. 
Trakten runt Villa Portales Airport består i huvudsak av gräsmarker.